# 粗壮翠雀
粗壮翠雀（学名：Delphinium grandiflorum var. robustum）为毛茛科翠雀属下的一个变种。

## 扩展阅读
- 維基物種上的相關：粗壮翠雀